# Emma Magliani
Emanuela Magliano, dite Emma Magliani, surnommée Emmy, née à Turin vers 1875 et morte après 1930, est une danseuse italienne de la fin du XIXe et du début du  XXe siècle.

## Biographie
Élève de Blanche d'Alessandri-Valdine et de Victorine Legrain, puis « élève préférée » de Gaetano Saracco à la Scala de Milan, danseuse étoile, remarquée pour sa grâce : « Regardez cette mignonne tête – ce front bombé – ces yeux noirs rapprochés de la racine du nez, tout petit, ces lèvres rouges, malicieuses - cet air vague d'enfant volontaire - ces mains délicates - ce buste souple et ondoyant - ces jambes affinées [...] Sa danse est faite toute de mignardise, de charme, comme son caractère », surnommée « La Fée », elle triomphe à Monte-Carlo dès 1908. Puis en Espagne, lors de la Première Guerre mondiale, où elle est félicitée par le roi Alphonse XIII et son épouse lors d'une tournée à Barcelone, Madrid, Santander, Saint-Sébastien et Bilbao. Après la Grande Guerre, elle se produit sur les scènes de l'Opéra-Comique ou, entre autres, de La Gaîté lyrique, dans les années 1920, avec Marcel Bergé à L'Olympia et dans diverses tournées. Sa carrière semble prendre fin en 1930.
André de Fouquières remarque à son sujet en 1951 : « Bien moins tapageuse que ne l'étaient les Dolly Sisters, la danseuse Emmy Magliani s'asseyait souvent aux tables de baccara, accompagnée de son partenaire, Terence Kennedy »,.
Sa sœur, Cleope Teresa Magliano (1888-1926), également danseuse classique, épousa en 1908 l'Aga Khan III.